# 福建省教育考试院
福建省教育考试院（英語：Fujian Provincial Education Examination Authority，简称FPEEA），是中华人民共和国福建省主管辖区内教育考试的副地厅级行政单位，由福建省教育厅管辖。

## 职责
1. 贯彻执行国家教育考试和招生工作的有关方针、政策和法律法规，参与起草全省教育考试和招生的法规、规章草案，拟订全省教育考试和招生工作的补充规定或实施细则，汇总高校招生计划并组织实施。
2. 承担全省高等学校统一招生考试、高等教育自学考试和高中阶段学业水平考试、初中学业水平考试（中考）及有关教育考试的命题、报名、考试、评卷等工作。
3. 承担组织协调全省高等学校招生录取的事务性工作。
4. 拟订全省高等教育自学考试开考专业，拟定主考学校。承担自学考试考生学籍管理和颁发自学考试学历证书的事务性工作。
5. 承担省内大学英语等级考试、计算机等级考试、中小学教师资格考试、教师招聘考试、教师职称考试等社会考试及非学历证书考试的组织实施工作。
6. 开展教育考试和招生的研究、宣传、培训和考试评价工作。
7. 指导全省教育考试考风考纪建设，按规定对教育考试中考生、考点、考试工作人员存在的违规行为进行认定和处理。
8. 指导教育考试考点的建设工作。[2]

## 机构设置

### 内设机构
- 办公室
- 研究与宣传处
- 普通高校招生考试处
- 自学考试处
- 学业水平考试与成人高校招生考试处
- 社会考试处
- 命题处
- 信息技术处

### 直属事业单位
- 福建省高等学校招生委员会办公室
- 福建省高等教育自学考试委员会办公室
- 福建省高中会考办公室